# World Team Trophy 2009
World Team Trophy 2009 – 1. edycja zawodów drużynowych w łyżwiarstwie figurowym, które odbywały się od 15 do 19 kwietnia 2009 w hali Yoyogi National Gymnasium w Tokio.
W zawodach wzięło udział 6 reprezentacji, zaś w skład każdej z nich wchodziło: dwóch solistów, dwie solistki, jedna para sportowa i jedna para taneczna. Zwyciężyły Stany Zjednoczone, srebro zdobyła Kanada, zaś brąz Japonia.

## Medaliści
| Złoto | Srebro | Brąz |
| Stany Zjednoczone · Jeremy Abbott · Evan Lysacek · Rachael Flatt · Caroline Zhang · Caydee Denney / Jeremy Barrett · Tanith Belbin / Benjamin Agosto | Kanada · Patrick Chan · Vaughn Chipeur · Cynthia Phaneuf · Joannie Rochette · Jessica Dubé / Bryce Davison · Tessa Virtue / Scott Moir | Japonia · Takahiko Kozuka · Nobunari Oda · Miki Andō · Mao Asada · Narumi Takahashi / Mervin Tran · Cathy Reed / Chris Reed |

## Składy reprezentacji
| Reprezentacja     | Soliści                              | Solistki                         | Pary sportowe                      | Pary taneczne                      |
| ----------------- | ------------------------------------ | -------------------------------- | ---------------------------------- | ---------------------------------- |
| Chiny             | Jialiang Wu Chao Yang                | Yan Liu Binshu Xu                | Zhang Dan / Zhang Hao              | Xintong Huang / Xun Zheng          |
| Francja           | Brian Joubert Florent Amodio         | Candice Didier Gwendoline Didier | Vanessa James / Yannick Bonheur    | Nathalie Péchalat / Fabian Bourzat |
| Japonia ·         | Takahiko Kozuka Nobunari Oda         | Miki Andō Mao Asada              | Narumi Takahashi / Mervin Tran     | Cathy Reed / Chris Reed            |
| Kanada            | Patrick Chan Vaughn Chipeur          | Cynthia Phaneuf Joannie Rochette | Jessica Dubé / Bryce Davison       | Tessa Virtue / Scott Moir          |
| Rosja             | Siergiej Woronow Konstantin Mieńszow | Alona Leonowa Katarina Gierboldt | Yūko Kawaguchi / Aleksandr Smirnow | Jana Chochłowa / Siergiej Nowicki  |
| Stany Zjednoczone | Jeremy Abbott Evan Lysacek           | Rachael Flatt Caroline Zhang     | Caydee Denney / Jeremy Barrett     | Tanith Belbin / Benjamin Agosto    |

## Wyniki

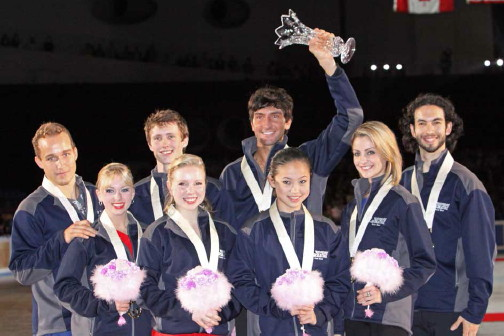
Zwycięzcy zawodów – reprezentacja Stanów Zjednoczonych podczas ceremonii medalowej

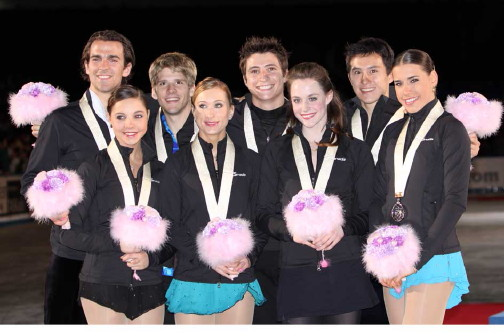
Zdobywcy srebrnego medalu – reprezentacja Kanady podczas ceremonii medalowej

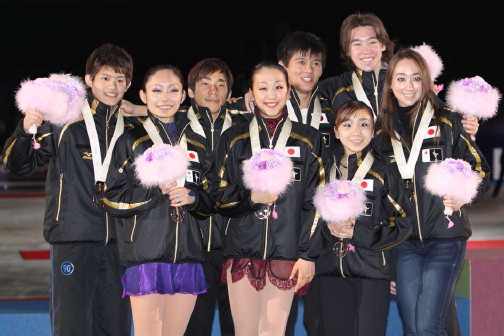
Zdobywcy brązowego medalu – reprezentacja Japonii podczas ceremonii medalowej

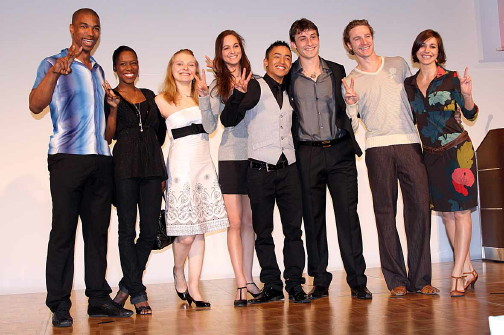
Reprezentacja Francji na prezentacji drużyn (4. miejsce)

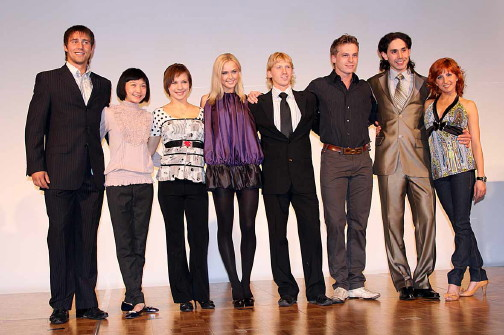
Reprezentacja Rosji na prezentacji drużyn (5. miejsce)

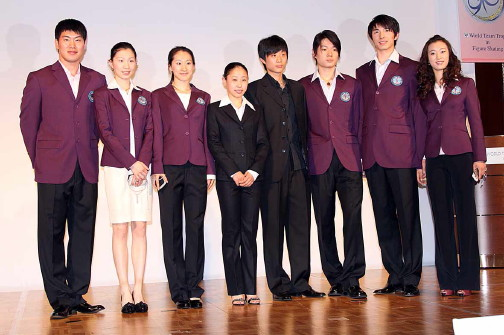
Reprezentacja Chin na prezentacji drużyn (6. miejsce)

### Soliści
| Poz. | Zawodnik            | Reprezentacja     | Nota łączna | SP | SP    | FS | FS     | Pts. |
| ---- | ------------------- | ----------------- | ----------- | -- | ----- | -- | ------ | ---- |
| 1    | Evan Lysacek        | Stany Zjednoczone | 238,56      | 2  | 83,70 | 1  | 154,86 | 12   |
| 2    | Brian Joubert       | Francja           | 237,09      | 1  | 85,39 | 3  | 151,70 | 11   |
| 3    | Nobunari Oda        | Japonia           | 229,25      | 3  | 79,35 | 4  | 149,90 | 10   |
| 4    | Patrick Chan        | Kanada            | 217,98      | 9  | 66,03 | 2  | 151,95 | 9    |
| 5    | Jeremy Abbott       | Stany Zjednoczone | 205,05      | 5  | 71,27 | 5  | 133,78 | 8    |
| 6    | Vaughn Chipeur      | Kanada            | 198,91      | 6  | 71,05 | 6  | 127,86 | 7    |
| 7    | Siergiej Woronow    | Rosja             | 196,70      | 4  | 71,42 | 8  | 125,28 | 6    |
| 8    | Takahiko Kozuka     | Japonia           | 190,93      | 10 | 65,25 | 7  | 125,68 | 5    |
| 9    | Jialiang Wu         | Chiny             | 183,86      | 8  | 66,90 | 10 | 116,96 | 4    |
| 10   | Florent Amodio      | Francja           | 182,32      | 7  | 69,85 | 11 | 112,47 | 3    |
| 11   | Chao Yang           | Chiny             | 177,94      | 11 | 55,73 | 9  | 122,21 | 2    |
| 12   | Konstantin Mieńszow | Rosja             | 165,21      | 12 | 54,99 | 12 | 110,22 | 1    |

### Solistki
| Poz. | Zawodniczka        | Reprezentacja     | Nota łączna | SP | SP    | FS | FS     | Pts. |
| ---- | ------------------ | ----------------- | ----------- | -- | ----- | -- | ------ | ---- |
| 1    | Mao Asada          | Japonia           | 201,87      | 1  | 75,84 | 1  | 126,03 | 12   |
| 2    | Joannie Rochette   | Kanada            | 182,16      | 2  | 62,08 | 2  | 120,08 | 11   |
| 3    | Caroline Zhang     | Stany Zjednoczone | 175,68      | 4  | 58,88 | 3  | 116,80 | 10   |
| 4    | Rachael Flatt      | Stany Zjednoczone | 171,81      | 5  | 58,40 | 4  | 113,41 | 9    |
| 5    | Miki Andō          | Japonia           | 167,52      | 3  | 62,08 | 6  | 105,44 | 8    |
| 6    | Alona Leonowa      | Rosja             | 161,40      | 6  | 54,72 | 5  | 106,68 | 7    |
| 7    | Cynthia Phaneuf    | Kanada            | 135,65      | 7  | 54,30 | 9  | 81,35  | 6    |
| 8    | Yan Liu            | Chiny             | 135,41      | 10 | 44,36 | 7  | 91,05  | 5    |
| 9    | Binshu Xu          | Chiny             | 133,26      | 8  | 50,30 | 8  | 82,96  | 4    |
| 10   | Candice Didier     | Francja           | 126,46      | 9  | 48,38 | 10 | 78,08  | 3    |
| 11   | Gwendoline Didier  | Francja           | 113,87      | 12 | 38,10 | 11 | 75,77  | 2    |
| 12   | Katarina Gierboldt | Rosja             | 112,03      | 11 | 42,42 | 12 | 69,61  | 1    |

### Pary sportowe
| Poz. | Zawodnicy                          | Reprezentacja     | Nota łączna | SP | SP    | FS | FS     | Pts. |
| ---- | ---------------------------------- | ----------------- | ----------- | -- | ----- | -- | ------ | ---- |
| 1    | Zhang Dan / Zhang Hao              | Chiny             | 193,82      | 1  | 70,42 | 1  | 123,40 | 12   |
| 2    | Yūko Kawaguchi / Aleksandr Smirnow | Rosja             | 185,15      | 2  | 65,08 | 2  | 120,07 | 11   |
| 3    | Jessica Dubé / Bryce Davison       | Kanada            | 164,12      | 4  | 55,44 | 3  | 108,68 | 10   |
| 4    | Caydee Denney / Jeremy Barrett     | Stany Zjednoczone | 158,24      | 3  | 56,58 | 4  | 101,66 | 9    |
| 5    | Vanessa James / Yannick Bonheur    | Francja           | 128,79      | 5  | 46,20 | 6  | 82,91  | 8    |
| 6    | Narumi Takahashi / Mervin Tran     | Japonia           | 125,91      | 6  | 43,00 | 5  | 82,59  | 7    |

### Pary taneczne
| Poz. | Zawodnicy                          | Reprezentacja     | Nota łączna | OD | OD    | FD | FD    | Pts. |
| ---- | ---------------------------------- | ----------------- | ----------- | -- | ----- | -- | ----- | ---- |
| 1    | Tanith Belbin / Benjamin Agosto    | Stany Zjednoczone | 162,98      | 1  | 64,27 | 1  | 98,71 | 12   |
| 2    | Tessa Virtue / Scott Moir          | Kanada            | 156,71      | 2  | 60,98 | 2  | 95,73 | 11   |
| 3    | Nathalie Péchalat / Fabian Bourzat | Francja           | 150,63      | 4  | 57,36 | 3  | 93,27 | 10   |
| 4    | Jana Chochłowa / Siergiej Nowicki  | Rosja             | 149,45      | 3  | 58,58 | 4  | 90,87 | 9    |
| 5    | Cathy Reed / Chris Reed            | Japonia           | 120,23      | 5  | 44,80 | 5  | 75,43 | 8    |
| 6    | Xintong Huang / Xun Zheng          | Chiny             | 110,40      | 6  | 44,26 | 6  | 66,14 | 7    |

### Klasyfikacja końcowa
| Poz. | Reprezentacja     | Soliści | Solistki | Pary sportowe | Pary taneczne | Pts. |
| ---- | ----------------- | ------- | -------- | ------------- | ------------- | ---- |
| 1    | Stany Zjednoczone | 12+8=20 | 10+9=19  | 9             | 12            | 60   |
| 2    | Kanada            | 9+7=16  | 11+6=17  | 10            | 11            | 54   |
| 3    | Japonia           | 10+5=15 | 12+8=20  | 7             | 8             | 50   |
| 4    | Francja           | 11+3=14 | 3+2=5    | 8             | 10            | 37   |
| 5    | Rosja             | 6+1=7   | 7+1=8    | 11            | 9             | 35   |
| 6    | Chiny             | 4+2=6   | 5+4=9    | 12            | 7             | 34   |